# Žlan
Žlan este o localitate din comuna Bohinj, Slovenia.